# متحف الفن إيلي وإيديثي
متحف الفن إيلي وإيديثي (بالإنجليزية: Eli and Edythe Broad Art Museum)‏ هو متحف للفن المعاصر في جامعة ولاية ميشيغان في إيست لانسينج بميشيغان. وقد تم افتتاحه في 10 نوفمبر 2012.